# Ma'ale Adumim
Ma'ale Adumim (tiếng Hebrew: מעלה אדומים, tiếng Ả Rập: أدوميم) là một thành phố Israel ở Bờ Tây, 7 km so với Jerusalem. Thành phố thuộc quận Judea & Samariac. Thành phố có diện tích 49,177 km2, dân số năm 2009 là 34.300 người.